# 国鉄タキ7700形貨車
国鉄タキ7700形貨車（こくてつタキ7700がたかしゃ）は、かつて日本国有鉄道（国鉄）に在籍した私有貨車（タンク車）である。
本形式と同一の専用種別であるタム3850形についても本項目で解説する。

## タキ7700形
タキ7700形は、酢酸エチル専用の30t 積タンク車として1959年（昭和34年）12月10日から1962年（昭和37年）5月21日にかけて4ロット4両（タキ7700 - タキ7703）が三菱重工業、日立製作所の2社で製作された。
本形式の他に酢酸エチルを専用種別とする形式には、タ3600形（6両）、タム3800形（3両）、タム3850形（2両、後述）、タサ4300形（5両）の4形式があった。
落成時の所有者は、ダイセル化学工業（現・ダイセル）、日本合成化学工業、新日本窒素肥料（その後社名はチッソ、チッソ石油化学へと変遷）の3社でありそれぞれの常備駅は新井駅、東水島駅、浜五井駅であった。
荷役方式は、タンク上部のマンホールからの上入れ、液出管と空気管使用による上出し方式であり、両管はS字管を装備した車もあった。
1979年（昭和54年）10月より化成品分類番号「燃31」（燃焼性の物質、引火性液体、危険性度合2（中））が標記された。
車体色は黒色、寸法関係は全長は12,200mm、全幅は2,517mm、全高は3,868mm、台車中心間距離は8,100mm、実容積は34.0m3又は、34.6m3、自重は17.2t 又は17.8t、換算両数は積車5.0、空車1.8であり、台車はベッテンドルフ式のTR41Cであった。
1985年（昭和60年）12月27日に最後まで在籍したタキ7703が廃車となり同時に形式消滅となった。

### 年度別製造数
各年度による製造会社と両数、所有者は次のとおりである。（所有者は落成時の社名）
- 昭和34年度 - 1両
  - 三菱重工業 1両 ダイセル化学工業（タキ7700）
- 昭和35年度 - 1両
  - 日立製作所 1両 日本合成化学工業（タキ7701）
- 昭和36年度 - 1両
  - 三菱重工業 1両 ダイセル化学工業（タキ7702）
- 昭和37年度 - 1両
  - 三菱重工業 1両 新日本窒素肥料（タキ7703）

## タム3850形
1960年（昭和35年）11月8日にタキ300形より2両（タキ4371 - タキ4372→タム3850 - タム3851）の専用種別変更（濃硫酸→酢酸エチル）が行われ形式名は新形式であるタム3850形とされた。
落成時の所有者は、新日本窒素肥料（その後社名はチッソ、チッソ石油化学へと変遷）の1社のみでありその常備駅は鶴見線の扇町駅であった。
荷役方式は、タンク上部のマンホールからの上入れ、液出管と空気管使用による上出し方式であり、液出管はS字管を装備した。
1979年（昭和54年）10月より化成品分類番号「燃31」（燃焼性の物質、引火性液体、危険性度合2（中））が標記された。
車体色は黒色、寸法関係は全長は9,900mm、全幅は2,507mm、全高は3,812mm、台車中心間距離は5,600mm、実容積は16.2m3、自重は14.5t、換算両数は積車3.0、空車1.6であり、台車はベッテンドルフ式のTR41C（その後TR41Dへ改造）であった。
1986年（昭和61年）4月30日に最後まで在籍した1両（タム3850）が廃車となり同時に形式消滅となった。